# Robert Petrow
Robert Petrow (ur. 2 czerwca 1978 w Sweti Nikole, Macedonia) – macedoński piłkarz występujący w azerskim klubie AZAL PFK Baku, do którego trafił latem 2010 roku, grający na pozycji obrońcy. W reprezentacji Macedonii zadebiutował w 2000 roku. Dotychczas rozegrał w niej 29 meczów (stan na 17.12.2011)